# Epureni (okręg Vaslui)
Epureni – wieś w Rumunii, w okręgu Vaslui, w gminie Duda-Epureni. W 2011 roku liczyła 1447 mieszkańców.